# Tango Notturno
Tango Notturno ist ein deutsches Liebesmelodram aus dem Jahre 1937 von Fritz Kirchhoff mit Pola Negri und Albrecht Schoenhals in den Hauptrollen.

## Handlung
Die Geschichte spielt in England. Der junge Fliegeroffizier Billy Sefton kommt aus dem Ausland heim und geht als erstes in seinen Club. Dort trifft er zahlreiche Kameraden, denen er unbedingt ein Mitbringsel aus der Fremde zu Gehör bringen möchte: Es handelt sich dabei um eine Schallplatte, auf der eine gewisse Mado Doucet herzergreifend den „Tango Notturno“ singt. Der Komponist des Stücks, Jac Gerard, ist ebenfalls im Club anwesend und verlässt daraufhin bedrückt die Räumlichkeiten. Gerard schlendert durch die Straßen und erinnert sich an die zentrale Episode seines Lebens, die eng mit dem „Tango Notturno“ verknüpft ist. Einst schrieb er, damals noch vollkommen unbekannt und erfolglos, dieses Stück für die schon damals berühmte Sängerin Mado, die ihm damit einen durchschlagenden Erfolg sicherte. Das Publikum war verzückt, und das Musikstück brachte auch Mado und Jac zusammen. Beide heirateten, und Mado brachte wenig später einen gemeinsamen Sohn zur Welt.
Die Dinge verkomplizierten sich schlagartig, als eines Tages der Fliegeroffizier Eddie Lincoln aus den Tropen nach England heimkehrte. Ihn und Mado verband einst eine leidenschaftliche Affäre, und anders als Mado kann er sie einfach nicht vergessen. So gibt sich Eddie regelmäßig der Flasche hin. Mado, die ihn im volltrunkenen Zustand sieht, fühlt so etwas wie Mitschuld an seiner erbärmlichen Lage und versucht, Eddie mit Worten wieder aufzubauen. Aus diesem Grunde verlässt sie ihr und Jacs Haus und lässt beider soeben von einer Krankheit genesenen Sohn Charlie zurück. Als Mado von Eddie zu Heim und Herd zurückkehrt, ist in der Zwischenzeit eine Katastrophe passiert: Der noch schwächelnde Junge ist auf der Suche nach seiner Mutter die Treppe heruntergestürzt und dabei ums Leben gekommen. Der heimkehrende Jac ist außer sich und muss erfahren, dass Mado zum entscheidenden Zeitpunkt nicht zuhause war. Der Vater des toten Kindes unterstellt seiner vollkommen aufgelösten Gattin, dass sie womöglich bei einem Liebhaber war und gibt ihr die Schuld an Charlies Tod. Völlig kopflos rennt Mado aus dem Haus ins Freie, um alles hinter sich zu lassen. Mado Doucet bleibt verschwunden, und ihr gesellschaftlicher Niedergang scheint unaufhaltsam. Eddie, der von der Katastrophe erfahren hat, will zumindest das Seine tun und Jac aufklären, dass nichts zwischen ihm und Mado war – im Gegenteil: Sie hatte ihn damals soweit gebracht, dass er endgültig auf sie verzichten wollte. Daraufhin machte sich Jac fieberhaft auf die Suche nach seiner untergetauchten Frau. 
Während in der Jetztzeit Jac über das Damals sinniert, huscht an ihm eine verhärmt wirkende Frau vorbei, die Jac jedoch sofort erkennt: es ist Mado! Sie ist sehr krank, heruntergekommen und nimmt Drogen. Jac folgt ihr auf ihr erbärmliches Zimmerchen, wo er sich mit seiner Gattin ausspricht. Mado ergreift diese Chance und will ihre Habseligkeiten zusammenpacken, als Jac die verbleibende Zimmermiete bei der Hauswirtin Frau Wattson begleichen will. Die lässt kein gutes Haar an Mado und äußert frei heraus ihre Meinung: Nämlich dass jemand, der derart tief gesunken ist, nicht mehr aus dem Dreck herauskommen werde und nur andere mit sich in den Abgrund ziehen könne. Mado, die das hört, ist nun endgültig am Boden: Sie greift zu einer Waffe und erschießt sich. Da niemand ihren Selbstmord bezeugen kann, wird Jac Gerard verhaftet und unter Mordanklage gestellt. Vor Gericht schweigt er beharrlich, da er sich eine Mitschuld an Mados Verzweiflungstat gibt. Und wieder ist es Lincoln, der Jac, nunmehr sein Freund, rettet. Eddie erzählt dem Richter die ganze tragische Geschichte von Mado, sodass man Jac schließlich freispricht.

## Produktionsnotizen
Die Dreharbeiten begannen am 4. Oktober 1937 und endeten zu Beginn des darauffolgenden Monats. Gedreht wurde in den UFA-Ateliers in Neubabelsberg. Die Uraufführung erfolgte am 23. Dezember 1937 im Berliner Tauentzienpalast.
Hans Conradi übernahm die Herstellungsleitung, Otto Lehmann die Produktionsleitung. Die Filmbauten stammen von Erich Czerwonski und Carl Böhm.

## Musik
Den Tango Notturno singt Pola Negri ebenso wie das Chanson “Kommt das Glück nicht heut’”. Den Text zur Musik von Hans-Otto Borgmann schrieb Hans Fritz Beckmann. 
Es spielt das Orchester Die Goldene Sieben.

## Wissenswertes
Ursprünglich, so war es im Umfeld von Joseph Goebbels gedacht, sollte Marlene Dietrich die Rolle der Mado Doucet spielen, die sich aber weigerte, nach Deutschland zurückzukehren. Erst dann griff man auf Negri zurück.

## Kritiken
Die Österreichische Film-Zeitung nannte in ihrer Kritik Pola Negri eine „wandlungsfähige(n) Künstlerin, die sowohl als gefeierte Diva wie als herabgekommene, dem Elend verfallene Frau zu interessieren weiß ...“
Der Filmdienst urteilte: „Bemerkenswert ist der Film vor allem wegen seiner Hauptdarstellerin: Pola Negri spielt genregerecht und durchaus eindrucksvoll mit dem Pathos einer Stummfilm-Diva.“